# Chester Albert Reed
Pour les articles homonymes, voir Reed.
Chester Albert Reed (1876-1912) est un ornithologue américain.

## Œuvres
- Wild Birds of New York
- North American Birds Eggs, réédité en 1965, Dover Pubns.  (ISBN 0486213617)
- The Bird Book: Illustrating More Than Seven Hundred North American Birds, Also Several Hundred Photographs of Their Nests and Eggs
- Useful Birds and Their Protection